# Johann Friedrich Eyserbeck

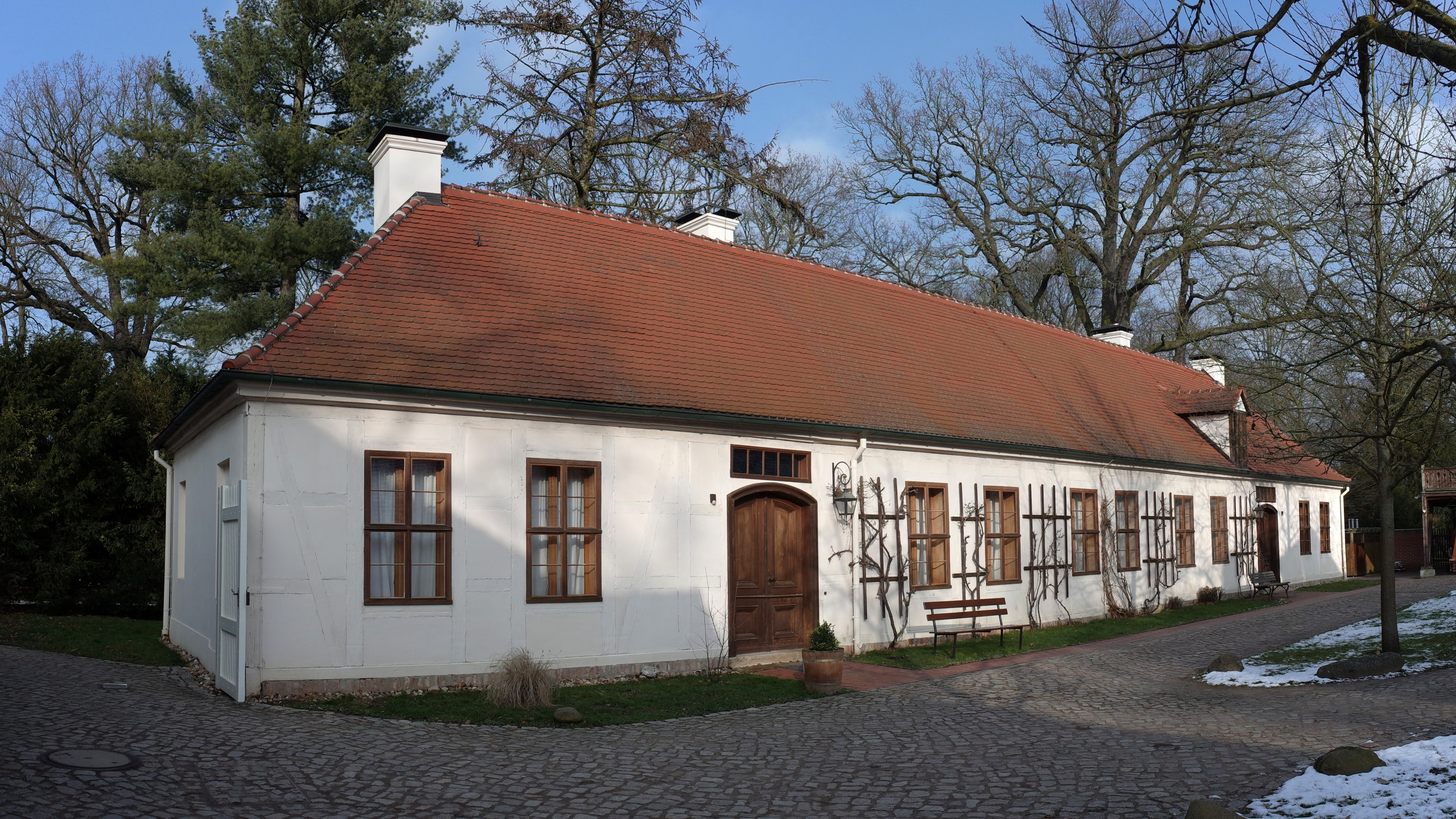
Das Eyserbeck-Haus im Park Luisium

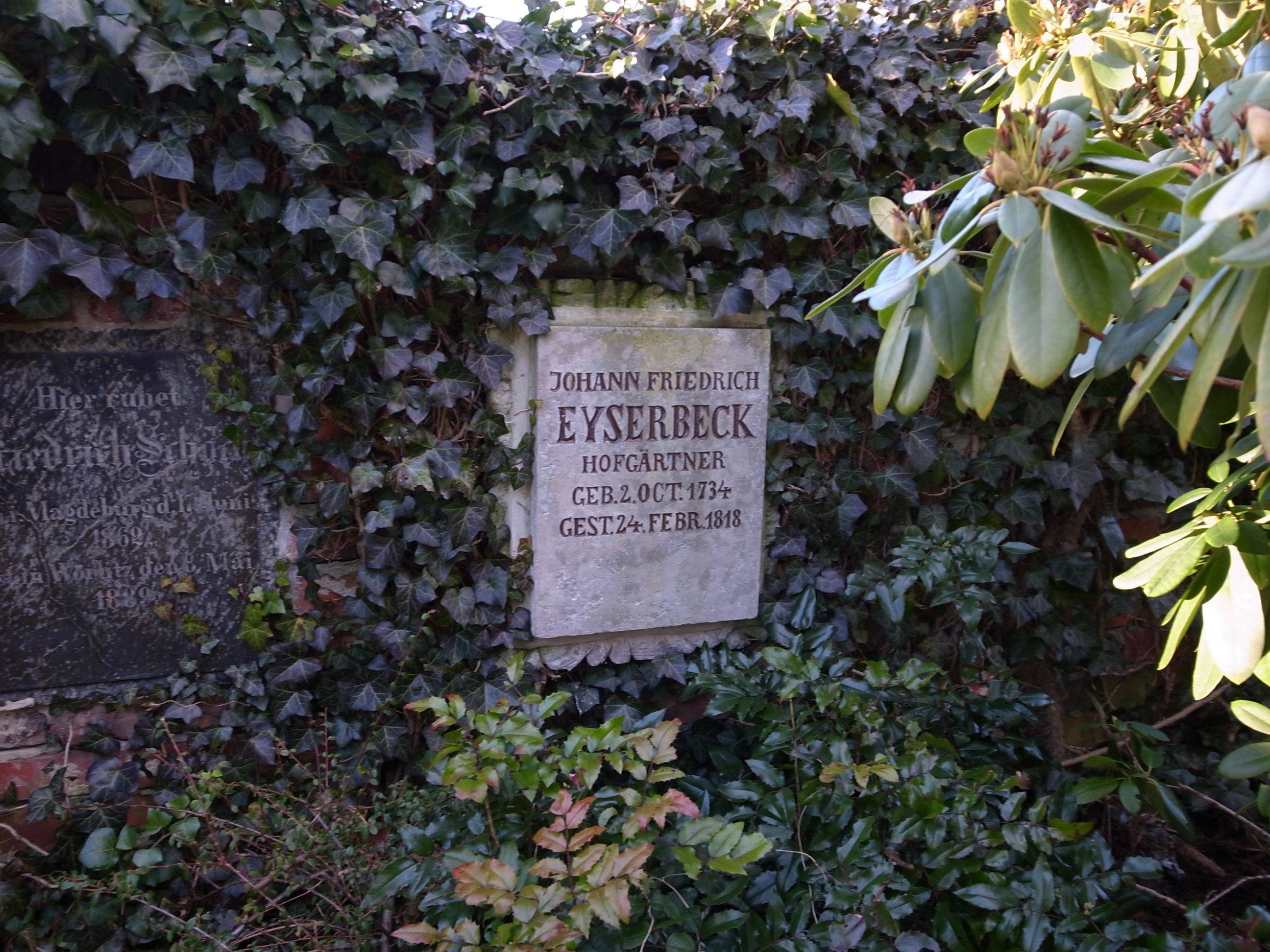
Ruhestätte auf dem Christlichen Friedhof in Wörlitz

Johann Friedrich Eyserbeck (* 2. Oktober 1734 in Klieken; † 24. Februar 1818 in Wörlitz) war ein deutscher Gärtner und Hofgärtner des Fürsten Leopold III. Friedrich Franz von Anhalt-Dessau.

## Leben und Werk
Johann Friedrich Eyserbeck wurde 1734 in Klieken als Sohn einer Gärtnerfamilie geboren. Nachdem Eyserbeck von 1747 bis 1750 in Zerbst im väterlichen Betrieb den Beruf des Gärtners erlernt hatte, begab er sich auf Wanderschaft. In dieser Zeit durchquerte er Deutschland, war von 1753 bis 1759 in Holland und von 1759 bis 1761 in England. Vor allem hat ihn dabei der holländische Gartenbau beeindruckt, so dass er 1761 mit dem Gedanken spielte, sich dort als Blumenzüchter niederzulassen. Bei einem Besuch in seiner Heimat lernte er jedoch Leopold III. Friedrich Franz von Anhalt kennen, der ihn als Hofgärtner in Dessau für das Dessau-Wörlitzer Gartenreich einstellte.
Er wohnte im Wirtschaftshof am Luisium. 1763/64 begleitete er den Fürsten von Anhalt-Dessau zusammen mit Friedrich Wilhelm von Erdmannsdorff auf eine Englandreise, entwarf 1768 die ersten Pläne und leitete die ersten Arbeiten am Wörlitzer Park. Ihm werden unter anderem Arbeiten am Luisium, am Georgium, am Sieglitzer Berg, den Obstanlagen am Elbwall etc. zugeschrieben, so dass ein großer Teil des heutigen Weltkulturerbe auf seinen Arbeiten beruht.
Johann Friedrich Eyserbeck war der Vater von Johann August Eyserbeck und Johann Rudolf Eyserbeck. Er ist auf dem Christlichen Friedhof in Wörlitz beigesetzt.

## Gartenanlagen
- Wörlitzer Park
- Luisium
- Park von Oranienbaum